# Michael Breuer

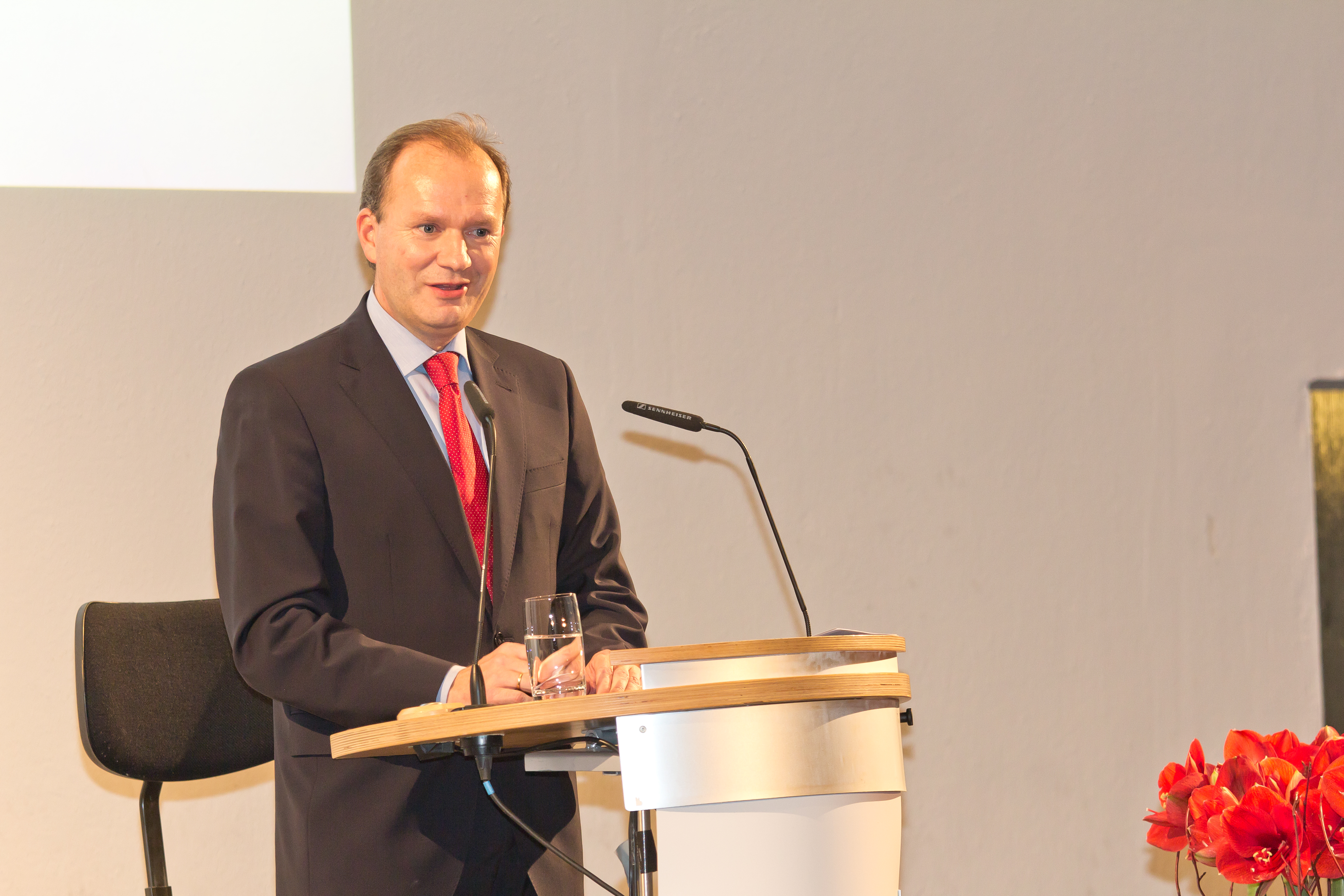
Michael Breuer spricht auf der Preisverleihung des Kulturpreises der Sparkassen-Kulturstiftung Rheinland 2011 an Alexandra Kassen

Michael Thomas Breuer (* 2. Oktober 1965 in Brühl) ist Präsident des Rheinischen Sparkassen- und Giroverbandes und deutscher Politiker (CDU). Am 22. Oktober 2007 wurde er einstimmig als Nachfolger von Karlheinz Bentele zum Präsidenten des Rheinischen Sparkassenverbandes gewählt. Das Amt trat er zum 1. Januar 2008 an. Zu Beginn des Jahres 2008 wurde er auch mit sofortiger Wirkung zum Aufsichtsratschef der WestLB gewählt.

## Leben
Michael Breuer wuchs in Erftstadt-Ahrem auf und lebt heute mit seiner Familie im Stadtteil Lechenich. 1985 legte Breuer seine Abiturprüfung in Lechenich ab. Nach dem Wehrdienst in Münster und Lüneburg begann er ein Studium der Volkswirtschaftslehre an der Universität Bonn und arbeitete als Steuerberater und Wirtschaftsprüfer. Er ist seit 1983 Mitglied der CDU. Seine politische Karriere begann er in der Jungen Union als Kreis- und Bezirksvorsitzender. Von 1999 bis 2009 war er Vorsitzender der CDU Rhein-Erft und Vorsitzender des CDU-Bezirksverbandes Mittelrhein (Köln, Bonn, Rhein-Erft-Kreis, Leverkusen, Rhein-Sieg-Kreis).

## Politische Ämter
Michael Breuer war vom 1. Juni 1995 bis zum 2. Dezember 2007 Mitglied des Landtages von NRW. Sein Wahlkreis umfasste die Städte Brühl, Erftstadt und Wesseling im Rhein-Erft-Kreis. Im Landtag machte sich Breuer vor allem in der Finanz- und Haushaltspolitik einen Namen. Zudem fiel er als Obmann im Parlamentarischen Untersuchungsausschuss (PUA) auf, als er den damaligen Ministerpräsidenten Wolfgang Clement (SPD) in Erklärungsnot brachte.
Beim Regierungswechsel in NRW am 24. Juni 2005 ernannte Ministerpräsident Jürgen Rüttgers (CDU) Breuer zum Minister für Bundes- und Europaangelegenheiten. Nach seiner Wahl zum Präsidenten des Sparkassenverbandes trat er vom Ministeramt zurück und erhielt seine Entlassungsurkunde am 24. Oktober 2007. Sein Nachfolger im Ministeramt wurde Andreas Krautscheid. Sein Landtagsmandat legte er zum 1. Dezember 2007 nieder.

## Mitgliedschaften
Michael Breuer ist seit dem 1. Januar 2008 Mitglied des Verwaltungsrates der DekaBank Deutsche Girozentrale und Vorsitzender des Fördervereins der NRW-Stiftung.
Außerdem ist er Schatzmeister des Volksbundes Deutsche Kriegsgräberfürsorge  und stellvertretender Aufsichtsratsvorsitzender der SCHUFA Holding AG.